# 李在宇
李在宇（韓語：이재우，1981年6月10日—），韓國男演員。

## 簡歷
李在宇於2008年出道，其後在不同電視劇中擔任配角持續在幕前演出。2017年，他在《甜蜜的冤家》中首度出演主角，並於2020年的經典電視劇《火鳥》重製版中出演男主角。

## 演出作品

### 電視劇
- 2009年：KBS《男人的故事》
- 2011年：SBS《Sign》
- 2011年：JTBC《噗通噗通… 他和她的心跳聲》飾演 金永哲
- 2012年：MBC《彷彿愛過》飾演 韓奎真
- 2013年：SBS《那年冬天風在吹》飾演 吳守（特別出演）
- 2014年：JTBC《貴夫人》飾演 金真旭
- 2014年：SBS《現代農夫》飾演 李賢碩
- 2015年：OCN《Frost醫生》（特別出演）
- 2015年：SBS《我有愛人了》飾演 金善勇
- 2016年：OCN《能看見鬼的警察處容2》飾演 崔容在
- 2016年：KBS《鄰家律師趙德浩》飾演 麥可 鄭
- 2016年：KBS《Beautiful Mind》飾演 趙崙浩
- 2016年：SBS《Wanted》飾演 咸泰英
- 2016年：tvN《THE K2》飾演 姜成圭
- 2017年：SBS《浪漫醫生金師傅》飾演 安宇烈
- 2017年：SBS《甜蜜的冤家》飾演 鄭財煜
- 2018年：tvN《Live》飾演 東圭（特別出演）
- 2019年：MBN《優雅的家》飾演 廚師（特別出演）
- 2020年：tvN《哈囉掰掰，我是鬼媽媽》飾演 姜尚峰／姜斌
- 2020年：SBS《火鳥2020》飾演 張世勳／William Jang
- 2021年：KBS2《達利和馬鈴薯湯》飾演 金時亨
- 2022年：SBS《Again My Life》飾演 姜敏錫
- 2025年：SBS《我的完美秘書》飾演 李康錫

### 電影
- 2014年：《Slow Video（英语：Slow Video）》飾演 咖啡男
- 2017年：《因為愛》飾演 選秀節目FD

## 外部連結
- 經紀公司官方網站 （页面存档备份，存于）